# Дрегеску
Дрегеску (рум. Drăghescu) — село у повіті Арджеш в Румунії. Входить до складу комуни Вледешть.
Село розташоване на відстані 120 км на північний захід від Бухареста, 31 км на північ від Пітешть, 127 км на північний схід від Крайови, 77 км на південний захід від Брашова.

## Населення
За даними перепису населення 2002 року у селі проживали 50 осіб, усі — румуни. Усі жителі села рідною мовою назвали румунську.